# سیجی ساساکی
سیجی ساساکی (انگلیسی: Seiji Sasaki; ۱۱ ژانویهٔ ۱۹۶۵ – ) صداپیشگی در ژاپن، و بازیگر اهل ژاپن بود. وی از سال ۱۹۹۰ میلادی تاکنون مشغول فعالیت بوده‌است.